# تاماکی میورا

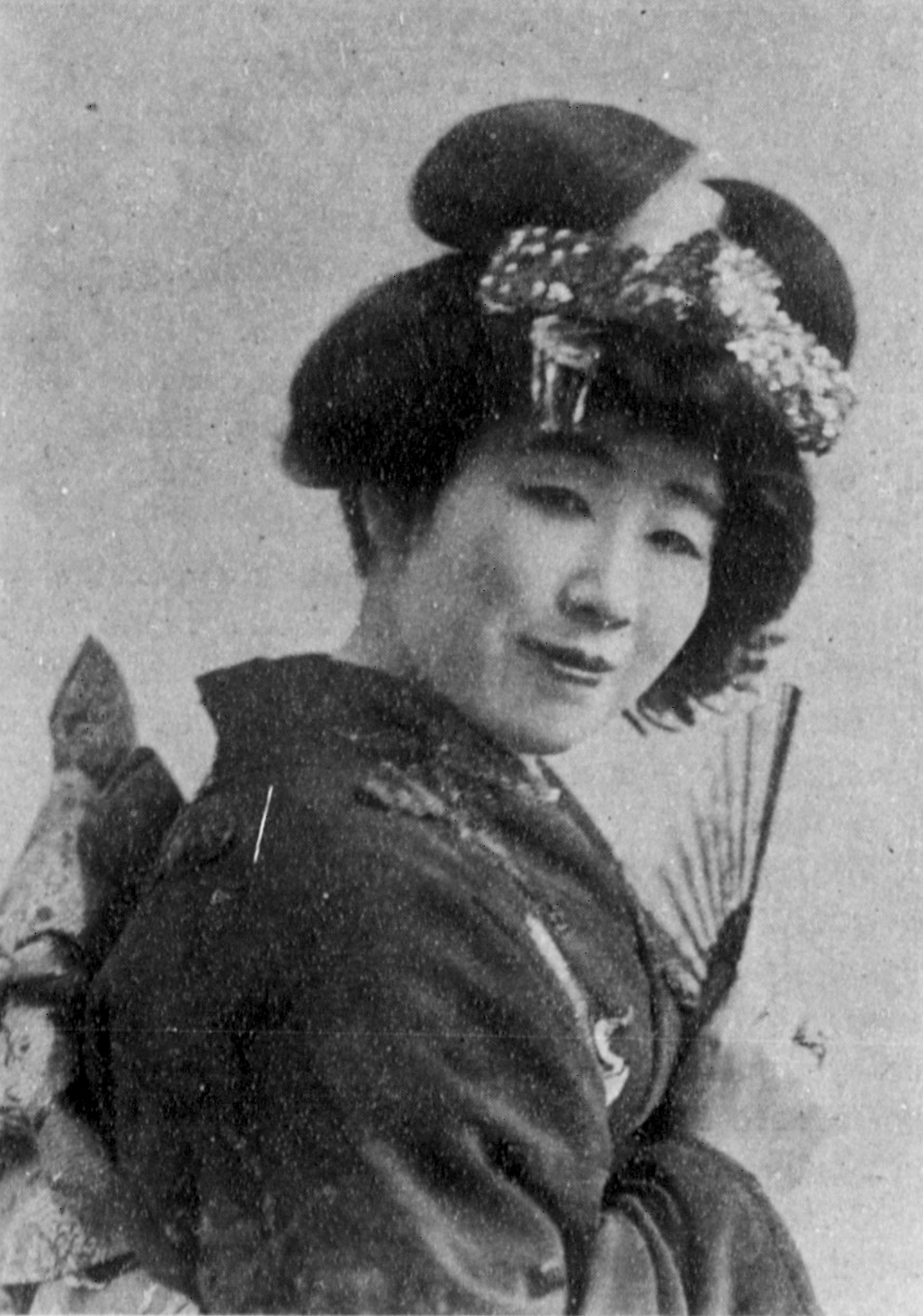
تاماکی میورا ۱۹۱۶.

مجسمه تاماکی میورا در باغ گلاور

تاماکی میورا (انگلیسی: Tamaki Miura؛ ژاپنی: 三浦 環؛ ۲۲ فوریه ۱۸۸۴–۲۶ مه ۱۹۴۶) یک خواننده اپرای اهل ژاپن است که در نقش «چیو چیو سان» در مادام باترفلای اثر پوچینی ایفای نقش می‌کرد.
او در ۲۲ فوریه سال ۱۸۸۴ در ژاپن متولد شد و در ۲۶ مه سال ۱۹۴۶ در ژاپن درگذشت.
در سال ۲۰۱۶ گوگل ۱۳۲مین سالگرد تولد تاماکی میورا را با تغییر گوگل دودل گرامی داشت.